# Liste der Gedenktafeln in Berlin-Niederschönhausen
Die Liste der Gedenktafeln in Berlin-Niederschönhausen enthält die Namen, Standorte und, soweit bekannt, das Datum der Enthüllung von Gedenktafeln.
Die Liste ist nicht vollständig.

## Niederschönhausen
| Bild | Name                                        | Standort                   | Datum der Enthüllung |
| ---- | ------------------------------------------- | -------------------------- | -------------------- |
|      | Hanns Eisler                                | Pfeilstraße 9              |                      |
|      | Elisabeth-Seniorenzentrum am Bürgerpark     | Leonhard-Frank-Straße 10   |                      |
|      | Hans Fallada                                | Blankenburger Straße 21    |                      |
|      | Fußballroute Berlin, VfB Pankow             | Hermann-Hesse-Straße 80    |                      |
|      | Fußballroute Berlin, VfB Pankow             | Hermann-Hesse-Straße 80    |                      |
|      | Otto Grotewohl                              | Majakowskiring 46          |                      |
|      | Hachscharah                                 | Selma-und-Paul-Latte-Platz |                      |
|      | Ruthild Hahne                               | Straße 201 Nr. 1           |                      |
|      | Heinz Henschke                              | Leonhard-Frank-Straße 10   |                      |
|      | Stephan Hermlin                             | Hermann-Hesse-Straße 39    |                      |
|      | Emma Ihrer                                  | Marthastraße 10            |                      |
|      | Jüdische Hausbewohner                       | Platanenstraße 114         |                      |
|      | Dieter Karpinski                            | Leonhard-Frank-Straße 10   |                      |
|      | Wolfgang Joseph Kostecky                    | Hermann-Hesse-Straße 19    |                      |
|      | Georg Friedrich Krug                        | Leonhard-Frank-Straße 10   |                      |
|      | Georg Friedrich Krug                        | Leonhard-Frank-Straße 10   |                      |
|      | Selma und Paul Latte                        | Selma-und-Paul-Latte-Platz |                      |
|      | Josef Lenzel                                | Platanenstraße 22          |                      |
|      | Max Lingner                                 | Straße 201 Nr. 2           |                      |
|      | Luna Bunker                                 | Hermann-Hesse-Straße 80    | 24. April 2024       |
|      | Paul-Francke-Siedlung                       | Paul-Francke-Straße 1      |                      |
|      | Runder Tisch                                | Ossietzkystraße 45         |                      |
|      | Kurt Sanderling                             | Am Iderfenngraben 47       |                      |
|      | Schloss Schönhausen                         | Ossietzkystraße 41         |                      |
|      | Schönholzer Heide                           | Leonhard-Frank-Straße 10   |                      |
|      | Schönholzer Heide                           | Leonhard-Frank-Straße 10   |                      |
|      | Louise Senf                                 | Leonhard-Frank-Straße 10   |                      |
|      | Sowjetisches Ehrenmal                       | Germanenstraße 1           |                      |
|      | Sowjetisches Ehrenmal                       | Germanenstraße 1           |                      |
|      | Straßenbahnbetriebshof                      | Dietzgenstraße 100         |                      |
|      | Tschaikowskistraße 13, 100 Jahre Geschichte | Tschaikowskistraße 13      |                      |
|      | Erich Weinert                               | Heinrich-Mann-Straße       |                      |
|      | Erich Weinert                               | Heinrich-Mann-Straße       |                      |
|      | Paul Zobel                                  | Hermann-Hesse-Straße 80    |                      |